# Mickelsmäss
Mickelsmäss, mickelsmässa eller kärrmässa är i bland annat flera nordiska länder och Storbritannien en högtidsdag som infaller den 29 september  (Mikaelidagen; av Mikael).

## Skördefesten Mickelsmäss
I det gamla svenska bondesamhället var mickelsmäss en av de största helgerna på året. Detta berodde på att skörden var bärgad vid denna tid. Mickelsmäss inföll då förråden var fyllda av mer mat än någon annan tidpunkt på året. Det var också vanligt att ljuskällor av olika slag fick tändas efter denna helg, för att sedan brinna under vinterhalvåret. Under veckan som följde fick tjänstefolket också en rad rättigheter, såsom ledighet och rättigheten att säga upp kontrakt. 
Dagen är ursprungligen en katolsk hyllningsdag för ärkeängeln Mikael som började firas i Rom på 400-talet.
I Bergslagens brukssamhälle Kopparberg samt i uppländska Örsundsbro och hälsinglandska Delsbo hålls minnet av helgens traditioner och betydelse levande genom årligen återkommande marknad i samband med Mickelsmäss. Även i Skåne, till exempel i Eslöv, Sjöbo och Helsingborg, firar man detta med marknader men här heter det "Mikaelimarknad". 

## Den helige Mikaels dag

### Den helige Mikaels dag i katolska kyrkan
I katolska kyrkan firas den helige Mikael den 29 september.

### Den helige Mikaels dag i svenska kyrkan
I Svenska kyrkan firar man ärkeängeln Mikael på Den helige Mikaels dag. Högtidsdagen firades ursprungligen på Mikaels namnsdag den 29 september, men har sedan 1772 flyttats till närmast påföljande söndag, och infaller därför mellan 29 september och 5 oktober. En tidigare rubrik för söndagen var "Barnen och änglarna", varför det på många håll blivit en tradition att ha familjegudstjänst denna dag även om texterna om stridande änglar egentligen inte är så barnvänliga. Den liturgiska färgen är vit. 
Temat för dagens bibeltexter enligt evangelieboken är Änglarna:, och en välkänd text är den text ur Första Mosebok, där Jakob i en dröm får se änglar gå upp och nedför en stege som är rest till himlen.
De här bibelställena är de texter som enligt evangelieboken används för att belysa dagens tema:
| Första årgången                      | Andra årgången                                          | Tredje årgången                                          | Psaltarpsalm |
| Dan 6:16-22 Upp 12:7-12 Luk 10:17-20 | Dan 10:15-19 Upp 12:7-12 (alt Apg 12:6-17) Matt 18:7-10 | 1 Mos 28:10-17 Upp 12:7-12 (alt Upp 5:11-14) Joh 1:47-51 | Ps 103:19-22 |

Föregående dag i evangelieboken: Den helige Johannes Döparens dag

Följande dag i evangelieboken:  Tacksägelsedagen